# Úszás az 1956. évi nyári olimpiai játékokon
Az 1956. évi nyári olimpiai játékok úszóversenyein tizenhárom versenyszámban avattak olimpiai bajnokot. A program ezen az olimpián az 1953 januárjában önálló úszásnemként elismert pillangóúszás versenyszámaival bővült.
A versenyeken a legeredményesebb férfi úszó, az ausztrál Murray Rose három aranyérmet nyert. A női úszók között az ausztrál Lorraine Joyce Crapp és Dawn Fraser volt a legeredményesebb két-két arany- és egy-egy ezüstéremmel.

## Éremtáblázat
(A táblázatokban a rendező ország csapata és a magyar csapat eltérő háttérszínnel, az egyes számoszlopok legmagasabb értéke, vagy értékei vastagítással kiemelve.)
| Az 1956. évi nyári olimpiai játékok éremtáblázata úszásban | Az 1956. évi nyári olimpiai játékok éremtáblázata úszásban | Az 1956. évi nyári olimpiai játékok éremtáblázata úszásban | Az 1956. évi nyári olimpiai játékok éremtáblázata úszásban | Az 1956. évi nyári olimpiai játékok éremtáblázata úszásban | Olimpia  |
| ---------------------------------------------------------- | ---------------------------------------------------------- | ---------------------------------------------------------- | ---------------------------------------------------------- | ---------------------------------------------------------- | -------- |
|                                                            | Ország                                                     | Arany                                                      | Ezüst                                                      | Bronz                                                      | Összesen |
| 1.                                                         | Ausztrália (AUS)                                           | 8                                                          | 4                                                          | 2                                                          | 14       |
| 2.                                                         | Egyesült Államok (USA)                                     | 2                                                          | 4                                                          | 5                                                          | 11       |
| 3.                                                         | Japán (JPN)                                                | 1                                                          | 4                                                          | 0                                                          | 5        |
| 4.                                                         | Nagy-Britannia (GBR)                                       | 1                                                          | 0                                                          | 1                                                          | 2        |
| 4.                                                         | Egyesült Német Csapat (EUA)                                | 1                                                          | 0                                                          | 1                                                          | 2        |
|                                                            |                                                            |                                                            |                                                            |                                                            |          |
| 6.                                                         | Magyarország (HUN)                                         | 0                                                          | 1                                                          | 1                                                          | 2        |
|                                                            |                                                            |                                                            |                                                            |                                                            |          |
| 7.                                                         | Szovjetunió (URS)                                          | 0                                                          | 0                                                          | 2                                                          | 2        |
| 8.                                                         | Dél-afrikai Unió (RSA)                                     | 0                                                          | 0                                                          | 1                                                          | 1        |
|                                                            |                                                            |                                                            |                                                            |                                                            |          |
| Összesen                                                   | Összesen                                                   | 13                                                         | 13                                                         | 13                                                         | 39       |

## Férfi
Férfi úszásban hét – hat egyéni és egy váltó – versenyszámot írtak ki.

### Éremtáblázat
| Az 1956. évi nyári olimpiai játékok éremtáblázata férfi úszásban | Az 1956. évi nyári olimpiai játékok éremtáblázata férfi úszásban | Az 1956. évi nyári olimpiai játékok éremtáblázata férfi úszásban | Az 1956. évi nyári olimpiai játékok éremtáblázata férfi úszásban | Az 1956. évi nyári olimpiai játékok éremtáblázata férfi úszásban | Olimpia  |
| ---------------------------------------------------------------- | ---------------------------------------------------------------- | ---------------------------------------------------------------- | ---------------------------------------------------------------- | ---------------------------------------------------------------- | -------- |
|                                                                  | Ország                                                           | Arany                                                            | Ezüst                                                            | Bronz                                                            | Összesen |
| 1.                                                               | Ausztrália (AUS)                                                 | 5                                                                | 2                                                                | 1                                                                | 8        |
| 2.                                                               | Japán (JPN)                                                      | 1                                                                | 4                                                                | 0                                                                | 5        |
| 3.                                                               | Egyesült Államok (USA)                                           | 1                                                                | 1                                                                | 3                                                                | 5        |
| 4.                                                               | Szovjetunió (URS)                                                | 0                                                                | 0                                                                | 2                                                                | 2        |
| 5.                                                               | Magyarország (HUN)                                               | 0                                                                | 0                                                                | 1                                                                | 1        |
|                                                                  |                                                                  |                                                                  |                                                                  |                                                                  |          |
| Összesen                                                         | Összesen                                                         | 7                                                                | 7                                                                | 7                                                                | 21       |

### Érmesek
- OR – olimpiai rekord

| Az 1956. évi nyári olimpiai játékok érmesei férfi úszásban | |         | |         | |         |
| Versenyszám                                                | Arany | Arany   | Ezüst | Ezüst   | Bronz                                                                                                  | Bronz   |
| 100 m gyors                                                | Jon Henricks · Ausztrália (AUS) | 55,4    | John Devitt · Ausztrália (AUS)                                                                               | 55,8    | Gary Chapman · Ausztrália (AUS)                                                                        | 56,7    |
| 400 m gyors                                                | Murray Rose · Ausztrália (AUS) | 4:27,3  | Jamanaka Cujosi · Japán (JPN)                                                                                | 4:30,4  | George Breen · Egyesült Államok (USA)                                                                  | 4:32,5  |
| 1500 m gyors                                               | Murray Rose · Ausztrália (AUS) | 17:58,9 | Jamanaka Cujosi · Japán (JPN)                                                                                | 18:00,3 | George Breen · Egyesült Államok (USA)                                                                  | 18:08,2 |
| 100 m hát                                                  | David Theile · Ausztrália (AUS) | 1:02,2  | John Monckton · Ausztrália (AUS)                                                                             | 1:03,2  | Frank McKinney · Egyesült Államok (USA)                                                                | 1:04,5  |
| 200 m mell                                                 | Furukava Maszaru · Japán (JPN) | 2:34,7  | Josimura Maszahiro · Japán (JPN)                                                                             | 2:36,7  | Harisz Junyicsev · Szovjetunió (URS)                                                                   | 2:36,8  |
| 200 m pillangó                                             | William Yorzyk · Egyesült Államok (USA)                                                                                              | 2:19,3  | Isimoto Takasi · Japán (JPN)                                                                                 | 2:23,8  | Tumpek György · Magyarország (HUN)                                                                     | 2:23,9  |
| 4 × 200 m gyorsváltó                                       | Ausztrália (AUS) · Kevin O’Halloran · John Devitt · Murray Rose · Jon Henricks · Gary Chapman* · Graham Hamilton* · Murray Garretty* | 8:23,6  | Egyesült Államok (USA) · Dick Hanley · George Breen · Bill Woolsey · Ford Konno · Tim Jecko* · Sonny Tanabe* | 8:31,5  | Szovjetunió (URS) · Vitalij Szorokin · Vlagyimir Sztruzsanov · Gennagyij Nyikolajev · Borisz Nyikityin | 8:34,7  |

* - a versenyző csak az előfutamban vett részt, így nem kapott érmet

## Női

### Éremtáblázat
| Az 1956. évi nyári olimpiai játékok éremtáblázata női úszásban | Az 1956. évi nyári olimpiai játékok éremtáblázata női úszásban | Az 1956. évi nyári olimpiai játékok éremtáblázata női úszásban | Az 1956. évi nyári olimpiai játékok éremtáblázata női úszásban | Az 1956. évi nyári olimpiai játékok éremtáblázata női úszásban | Olimpia  |
| -------------------------------------------------------------- | -------------------------------------------------------------- | -------------------------------------------------------------- | -------------------------------------------------------------- | -------------------------------------------------------------- | -------- |
|                                                                | Ország                                                         | Arany                                                          | Ezüst                                                          | Bronz                                                          | Összesen |
| 1.                                                             | Ausztrália (AUS)                                               | 3                                                              | 2                                                              | 1                                                              | 6        |
| 2.                                                             | Egyesült Államok (USA)                                         | 1                                                              | 3                                                              | 2                                                              | 6        |
| 3.                                                             | Nagy-Britannia (GBR)                                           | 1                                                              | 0                                                              | 1                                                              | 2        |
| 3.                                                             | Egyesült Német Csapat (EUA)                                    | 1                                                              | 0                                                              | 1                                                              | 2        |
| 5.                                                             | Magyarország (HUN)                                             | 0                                                              | 1                                                              | 0                                                              | 1        |
| 6.                                                             | Dél-afrikai Unió (RSA)                                         | 0                                                              | 0                                                              | 1                                                              | 1        |
|                                                                |                                                                |                                                                |                                                                |                                                                |          |
| Összesen                                                       | Összesen                                                       | 6                                                              | 6                                                              | 6                                                              | 18       |

### Érmesek
| Az 1956. évi nyári olimpiai játékok érmesei női úszásban | |           | |        |                                                                                               |        |
| Versenyszám                                              | Arany | Arany     | Ezüst | Ezüst  | Bronz                                                                                         | Bronz  |
| 100 m gyors                                              | Dawn Fraser · Ausztrália (AUS)                                                                                       | 1:02,0    | Lorraine Crapp · Ausztrália (AUS) | 1:02,3 | Faith Leech · Ausztrália (AUS)                                                                | 1:05,1 |
| 400 m gyors                                              | Lorraine Crapp · Ausztrália (AUS)                                                                                    | 4:54,6    | Dawn Fraser · Ausztrália (AUS) | 5:02,5 | Sylvia Ruuska · Egyesült Államok (USA)                                                        | 5:07,1 |
| 100 m hát                                                | Judy Grinham · Nagy-Britannia (GBR)                                                                                  | 1:12,9    | Carin Cone · Egyesült Államok (USA) | 1:12,9 | Margaret Edwards · Nagy-Britannia (GBR)                                                       | 1:13,1 |
| 200 m mell                                               | Ursula Happe · Egyesült Német Csapat (EUA)                                                                           | 2:53,1 OR | Székely Éva · Magyarország (HUN) | 2:54,8 | Eva-Maria ten Elsen · Egyesült Német Csapat (EUA)                                             | 2:55,1 |
| 100 m pillangó                                           | Shelley Mann · Egyesült Államok (USA)                                                                                | 1:11,0    | Nancy Ramey · Egyesült Államok (USA) | 1:11,9 | Mary Sears · Egyesült Államok (USA)                                                           | 1:14,4 |
| 4×100 m váltó                                            | Ausztrália (AUS) · Dawn Fraser · Faith Leech · Sandra Morgan · Lorraine Crapp · Margaret Gibson* · Elizabeth Fraser* | 4:17,1    | Egyesült Államok (USA) · Sylvia Ruuska · Shelley Mann · Nancy Simons · Joan Rosazza · Elizabeth Bray* · Kathryn Knapp* · Marley Shriver* | 4:19,2 | Dél-afrikai Unió (RSA) · Natalie Myburgh · Susan Roberts · Moira Abernethy · Jeanette Myburgh | 4:25,7 |

## Magyar részvétel
Az olimpián tizenhat úszó – hat férfi és kilenc női úszó – képviselte Magyarországot, akik összesen
- egy második,
- egy harmadik,
- egy negyedik és
- két ötödik

helyezést értek el, amivel tizenhat olimpiai pontot szereztek. Ez harmincnégy ponttal kevesebb, mint az előző, 1952. évi olimpián elért eredmény.
A magyar úszók a következő versenyszámokban indultak (zárójelben az elért helyezés, illetve időeredmény):
| Magyar részvétel az 1956. évi nyári olimpiai játékok úszóversenyein |                                                               |                                                                            |
| versenyszám                                                         | férfi úszás                                                   | női úszás                                                                  |
| 100 m gyors                                                         | Dobai Gyula (58,1)                                            | Gyenge Valéria (1:06,4) Ördögh Zsuzsa (1:06,9) Szőke Katalin (1:08,0)      |
| 400 m gyors                                                         | Áts Jenő (4:47,6)                                             | Gyenge Valéria (8. – 5:21,0) Székely Ripszima (5. – 5:14,2)                |
| 1500 m gyors                                                        | Csordás György (19:44,2) Záborszky Sándor (19:01,2)           |                                                                            |
| 100 m hát                                                           | Magyar László (1:07,6)                                        | Pajor Éva (1:15,3) Temes Judit (1:17,6)                                    |
| 200 m mell                                                          | Szívós István (3:18,7)                                        | Killermann Klára (5. – 2:56,1) Székely Éva (2. – 2:54,8)                   |
| 100 m pillangó                                                      |                                                               | Littomeritzky Mária (4. – 1:14,9)                                          |
| 200 m pillangó                                                      | Áts Jenő (2:31,1) Tumpek György (3. – 2:23,9)                 |                                                                            |
| 4×100 m váltó                                                       |                                                               | (7. – 4:31,1) Gyenge Valéria Littomeritzky Mária Szőke Katalin Temes Judit |
| 4×200 m váltó                                                       | (8:57,2) Áts Jenő Csordás György Dobai Gyula Záborszky Sándor |                                                                            |